# Xindian (köpinghuvudort i Kina, Liaoning Sheng, lat 40,11, long 123,11)
Xindian (kinesiska: 大山) är en köpinghuvudort i Kina. Den ligger i provinsen Liaoning, i den nordöstra delen av landet, omkring 190 kilometer söder om provinshuvudstaden Shenyang. Antalet invånare är 21 199. Befolkningen består av 10 415 kvinnor och 10 784 män. Barn under 15 år utgör 16,0 %, vuxna 15-64 år 73 %, och äldre över 65 år 9,0 %.
Runt Xindian är det ganska tätbefolkat, med 166 invånare per kvadratkilometer. Xindian är det största samhället i trakten. Trakten runt Xindian består till största delen av jordbruksmark.
Genomsnittlig årsnederbörd är 1 190 millimeter. Den regnigaste månaden är juli, med i genomsnitt 387 mm nederbörd, och den torraste är januari, med 8 mm nederbörd.